# Bonnat (Creuse)
Bonnat település Franciaországban, Creuse megyében. Lakosainak száma 1354 fő (2022. január 1.). Bonnat Le Bourg-d’Hem, Champsanglard, Chéniers, Genouillac, Jouillat, Moutier-Malcard, Roches és Linard-Malval községekkel határos.

## Népesség
A település népességének változása:
| Lakosok száma | 1535 | 1348 | 1387 | 1318 | 1305 | 1307 | 1315 | 1342 | 1348 | 1354 |
|               | 1968 | 1982 | 1990 | 2006 | 2013 | 2015 | 2017 | 2019 | 2020 | 2022 |